# Hemicrânia contínua
Hemicrânias contínuas são uma dores de cabeça primárias persistentes, estritamente unilaterais, associadas a lacrimejo, congestão nasal, rinorreia e suores faciais, e absolutamente sensíveis à indometacina. Geralmente não são remitentes.